# تورما، استونی
تورما (به لاتین: Torma) یک منطقهٔ مسکونی در استونی است که در دهستان یوگوا واقع شده‌است. تورما ۳۸۳ نفر جمعیت دارد.